# Championnats de France d'escalade 2017
Navigation
Édition précédente Édition suivante
Les championnats de France d'escalade de 2017 se décomposent en trois weekends : un pour chaque discipline. 
Les championnats de France d'escalade de bloc ont eu lieu les 4 et 5 mars à La Baconnière, en Mayenne. Les titres féminins et masculins sont remportés par Fanny Gibert et Alban Levier.
Les championnats de France d'escalade de vitesse ont lieu les 1er et 2 avril à St-Etienne. Sur la voie du record, Anouck Jaubert et Guillaume Moro obtiennent le titre féminin et masculin, respectivement. Le championnat sur voie classique est lui remporté par Fanny Techer et Guillaume Moro.
Les championnats de France d'escalade de difficulté ont lieu les 10 et 11 juin à Valence, dans la Drôme. Nolwenn Arc et Manuel Romain y sont sacrés Champions de France.

## Palmarès
| Bloc   | Or           | Argent           | Bronze         |
| ------ | ------------ | ---------------- | -------------- |
| Femmes | Fanny Gibert | Julia Chanourdie | Camille Faille |
| Hommes | Alban Levier | Nicolas Pelorson | Mickael Mawem  |

| Vitesse (voie record) | Or             | Argent         | Bronze           |
| --------------------- | -------------- | -------------- | ---------------- |
| Femmes                | Anouck Jaubert | Elma Fleuret   | Aurélia Sarisson |
| Hommes                | Guillaume Moro | Quentin Nambot | Adrien Lemaire   |

| Vitesse (voie classique) | Or             | Argent         | Bronze        |
| ------------------------ | -------------- | -------------- | ------------- |
| Femmes                   | Fanny Techer   | Elma Fleuret   | Lucile Saurel |
| Hommes                   | Guillaume Moro | Quentin Nambot | Léo Imbert    |

| Difficulté | Or            | Argent           | Bronze            |
| ---------- | ------------- | ---------------- | ----------------- |
| Femmes     | Nolwenn Arc   | Julia Chanourdie | Mathilde Becerra  |
| Hommes     | Manuel Romain | Tanguy Topin     | Romain Desgranges |

| Combiné | Or               | Argent            | Bronze          |
| ------- | ---------------- | ----------------- | --------------- |
| Femmes  | Julia Chanourdie | Margaux Deschamps | Marine Girardet |
| Hommes  | Maël Bonzom      | Clément Vernaison | Hugo Meignan    |

## Déroulement

### Épreuves de bloc
La compétition de bloc est organisée dans l'enceinte du club Bacogrimp' de La Baconnière, le weekend des 4 et 5 mars. Les épreuves de qualification ont lieu le samedi, et les demi-finales et finales ont lieu le dimanche. C'est le premier titre de Champion de France de Bloc pour Alban Levier et le deuxième pour Fanny Gibert.

### Épreuves de vitesse
C'est à St-Etienne, dans l'enceinte du gymnase Jean Gachet, que sont programmés les Championnats de France d'escalade de vitesse ; le samedi 1er avril sur la voie du record, et le dimanche 2 avril sur voie classique. 
Pour la 4eme fois, Anouck Jaubert est titrée championne de France, 1ère fois pour Guillaume Moro.

### Épreuves de difficulté
La compétition est organisée dans le gymnase du Polygone à Valence.
Les épreuves de qualifications ont lieu le samedi 10 juin. Les demi-finales et finales ont lieu le lendemain, le dimanche 11 juin. 
La compétition couronne Nolwenn Arc et Manuel Romain pour la première fois chacun.

### Classement combiné
Le classement combiné cumule les places obtenues lors des trois championnats de France pour les compétiteurs ayant pris part aux trois événements.